# Domingos António de Sousa Coutinho
Domingos António de Sousa Coutinho, (Chaves, 1760 – Brighton, 1 de dezembro de 1833), 1.º Conde e Marquês do Funchal, foi um diplomata e político português. Ao longo de sua carreira, desempenhou as funções de enviado na Dinamarca, representante de seu país em Turim, além de embaixador em Londres e em Roma.

## Família
Era filho de D. Francisco Inocêncio de Sousa Coutinho, governador de Angola e depois embaixador em Espanha; irmão de D. Rodrigo de Sousa Coutinho, primeiro conde de Linhares do título moderno; de Fr. D. Francisco Maurício de Sousa Coutinho, governador-geral do Grão-Pará, e de D. José António de Meneses e Sousa Coutinho, Principal Sousa, membro do Conselho de Regência do Reino.

## História
Atuou como regente do Reino de Portugal entre 26 de fevereiro e 4 de julho de 1821.
Membro da Academia das Ciências de Lisboa por diploma de 18 de Fevereiro de 1810.
Lançou em Londres, na Inglaterra, no século XIX, o periódico O Investigador Português em Inglaterra, para combater o Correio Braziliense editado por Hipólito José da Costa. Circulou até 1818.
Recebeu o título de Conde do Funchal da rainha D. Maria I de Portugal em 8 de junho de 1808 e depois de Marquês do Funchal por D. Pedro IV de Portugal. Foi regente na menoridade de D. Maria II de Portugal, por Decreto de junho de 1833.